# Recomendación de $LIBRA por Javier Milei
La recomendación de $LIBRA por Javier Milei, llamado periodísticamente Criptogate, Cryptogate o Libragate, es un escándalo político en curso que comenzó el viernes 14 de febrero de 2025 a las 19:01 UTC-3 hora argentina, cuando el presidente de Argentina, Javier Milei, recomendó a través de un tuit un proyecto de criptomoneda llamado $LIBRA. El caso tuvo amplia repercusión internacional debido a que el valor de la criptomoneda creció significativa y rápidamente tras la recomendación, para luego caer estrepitosamente en el lapso de unas horas. Dejó ganancias extraordinarias para los fundadores, que aprovecharon para desprenderse de los tokens cuando su precio estaba alto, y pérdidas masivas para quienes invirtieron. Las nueve cuentas fundadoras de la criptomoneda ganaron 87 millones de dólares obtenidos de cincuenta mil personas que invirtieron en la criptomoneda y que vieron desaparecer su valor en una operación con características de estafa.
El 17 de febrero, un nuevo tuit de Javier Milei retuiteando a su vez a Darío Epstein llevó a que subiera nuevamente el valor de la criptomoneda, para posteriormente volver a desplomarse.
Algunos economistas señalaron que los afectados poseían conocimientos avanzados en monedas digitales, debido a que para acceder a dicha criptomoneda era necesario contar con una billetera en Solana, una blockchain conocida por su baja seguridad y costos operativos reducidos, y que además la compra debía realizarse con la criptomoneda SOL, lo que limitaba la participación a personas con conocimiento previo del ecosistema; sin embargo, la criptomoneda también estuvo disponible en la billetera Ripio, una plataforma con casi cuatro millones de usuarios en Argentina, que la ofreció de forma más sencilla. Mariano Biocca, especialista en el ecosistema cripto, explicó que $LIBRA pertenece a un grupo de activos cuyo acceso es considerablemente complejo y requiere conocimientos técnicos avanzados. Según Biocca, «hasta la información que manejamos, no hubo ninguna persona que cambiara pesos por $LIBRA directamente», lo que sugiere que la inversión en esta criptomoneda no estaba al alcance del público general o de la clase media sin experiencia en criptomonedas.

## Antecedentes
En 2021, el entonces diputado nacional Javier Milei había recomendado una plataforma de criptomonedas llamada CoinX, que prometía altos rendimientos de hasta un 8% mensual en dólares a través de algoritmos de negociación automatizados. Sin embargo, CoinX fue denunciada por fraude. Un año después, la Comisión Nacional de Valores prohibió la operación financiera de CoinX por no tener autorización para ofrecer inversiones y la comparó con un esquema Ponzi. Miles de inversores fueron afectados por CoinX y sufrieron pérdidas millonarias. Ante los veintitrés allanamientos a oficinas y domicilios realizados por la Policía Federal Argentina en Buenos Aires, Milei respondió: «solo di mi opinión».
En 2022, Milei promovió el proyecto de juegos NFT Vulcano Game, describiéndolo como «muy interesante». Sin embargo, el token de la compañía, $VULC, bajó a 0 dólares semanas después del anuncio de Milei.
Más recientemente, el presidente de Argentina, Javier Milei, está envuelto en una importante controversia relacionada con el token Libra, que supuestamente defraudó a inversores por entre $100 y $110 millones.

## Cronología

### Difusión de la criptomoneda
|         | Javier Milei | Twitter |
| @jmilei |              |         |

             La Argentina Liberal crece!!!
 Este proyecto privado se dedicará a incentivar el crecimiento de la economía argentina, fondeando pequeñas empresas y emprendimientos argentinos. El mundo quiere invertir en Argentina.

vivalalibertadproject.com [enlace]

Contrato:
 Bo9jh3wsmcC2AjakLWzNmKJ3SgtZmXEcSaW7L2FAvUsU

$LIBRA [enlace]

VIVA LA LIBERTAD CARAJO...!!!
         

        14 de febrero de 2025

El tuit original de Milei posteado el viernes 14 de febrero de 2025, a las 19:01 (hora argentina), anunciaba el lanzamiento de la iniciativa económica privada, destinada a estimular el crecimiento económico en Argentina a través de la inversión en pequeñas empresas y startups. Milei declaró que el proyecto operaba bajo el identificador de token $LIBRA y estaba estructurado para facilitar la inversión privada en empresas argentinas, y publicó la dirección del contrato de blockchain asociado al proyecto.
El tuit del presidente Javier Milei que lanzó el proyecto $LIBRA fue compartido por el presidente de la cámara baja, Martín Menem, por los diputados nacionales José Luis Espert y Damián Arabia, y también entre partidarios de La Libertad Avanza como el Gordo Dan, Agustín Laje y Emmanuel Danann.
Mientras el tuit se mantuvo fijado por el presidente Milei, $LIBRA pasó rápidamente de 0,000001 a 5,20 dólares. A las pocas horas su precio cayó a los 0,99 dólares.
Se especuló con un posible hackeo de su cuenta, lo cual fue desmentido por miembros de La Libertad Avanza como Lilia Lemoine y luego por el propio Milei al reconocer su desvinculación del proyecto en un tuit posterior.
El mercado de $LIBRA alcanzó los 4,6 mil millones de dólares para luego caer 4,4 mil millones y quedar, hasta el 15 de febrero, en solo 162 millones.
Los propios usuarios de Twitter comenzaron a advertir mediante notas de la comunidad sobre una posible estafa de salida, también conocida como rug pull (lit. 'tirar de la alfombra').

Varias billeteras asociadas a $LIBRA han retirado más de $87M en SOL y USDC, dejando algunos saldos en $0. Este comportamiento es consistente con un posible rug pull. Se recomienda precaución y verificar antes de interactuar con el proyecto.

### Arrepentimiento
El tuit en el que Milei desdecía su mensaje original fue publicado el sábado 15 de febrero a las 12:38 a. m. hora argentina, 5 horas y 37 minutos luego del tuit inicial.

Hace unas horas publiqué un tweet, como tantas otras infinitas veces, apoyando un supuesto emprendimiento privado del que obviamente no tengo vinculación alguna. 

No estaba interiorizado de los pormenores del proyecto y luego de haberme interiorizado decidí no seguir dándole difusión (por eso he borrado el tweet).

A las ratas inmundas de la casta política que quieren aprovechar esta situación para hacer daño les quiero decir que todos los días confirman lo rastreros que son los políticos, y aumentan nuestra convicción de sacarlos a patadas en el culo.

Al mismo tiempo la empresa KIP Network Inc., el sábado 15 de febrero a las 12:38 a. m., publicó:

Hoy fue el lanzamiento del proyecto Viva la Libertad y la moneda $LIBRA ha sido un éxito, y queremos agradecer a todos por su confianza y apoyo. 

Queremos aclarar que el presidente Milei no estuvo ni está involucrado de ninguna manera en el desarrollo del proyecto que es absolutamente privado. 

¡Gracias por ser parte de este gran inicio!

Hayden Mark Davis, asesor en el lanzamiento de $LIBRA, declaró que la campaña publicitaria había sido acordada previamente con el equipo del presidente y acusó a Milei de «traición» por retirar su respaldo de manera abrupta. Además salió a la luz un chat en el que Davis afirmaba «controlar» a Javier Milei gracias a sobornos a diferentes mandatarios argentinos entre los que se encontraba la hermana del presidente. Sin embargo, no habría constancias de estos supuestos desembolsos, y Davis negó haber realizado pago alguno.

## Impacto

### Personas afectadas
La cantidad de personas afectadas es de alrededor de 44 000.

### Personas beneficiadas
La empresa detrás del token es KIP NETWORK INC, registrada en Panamá. La cuenta de correo electrónico del proyecto era de Gmail.
El CEO de la empresa KIP NETWORK INC es Julian Peh, un ciudadano singapurense quien se reunió con Milei en el Hotel Libertador en octubre de 2024.
Quien los presentó fue Mauricio Novelli, un joven trader que conoce a Milei desde al menos 2021.
El 70% del total de tokens estaban en manos de sus creadores cuando lo usual es del 10% al 15%. Unas pocas cuentas tuvieron ganancias calculadas entre 70 millones y 100 millones de dólares estadounidenses en pocas horas. También se supo que hubo bots comprando, lo que según especialistas en mercado cripto indica que había gente que tenía el dato de que iba a salir y se prepararon.

## Repercusión política
El proceso de juicio político en Argentina está delineado en la Constitución Nacional. Para iniciarlo, es necesario que la Cámara de Diputados formule una acusación formal contra el presidente, la cual debe ser aprobada por una mayoría especial. Una vez aprobada, el proceso pasa al Senado, que actúa como tribunal y tiene la facultad de destituir al mandatario si se comprueba su culpabilidad en los cargos imputados.
El bloque de diputados opositor de Unión por la Patria (UxP) ha sido uno de los principales impulsores de la iniciativa de juicio político por esta situación. A través de sus redes sociales, expresaron que «la participación de Milei en un delito de estafa cripto es de enorme gravedad. Es un escándalo sin precedentes». Cristina Fernández de Kirchner, exmandataria nacional, se pronunció al respecto, calificando al presidente como «el gancho de una estafa digital» y cuestionando su accionar al promocionar una criptomoneda de origen dudoso desde su cuenta oficial.
El Frente de Izquierda (FIT) ha solicitado la comparecencia inmediata de Milei en la Cámara de Diputados para que brinde «informes verbales» sobre la promoción de lo que consideran una «estafa millonaria» difundida desde sus redes sociales.
La Coalición Cívica, representada por su presidente Maximiliano Ferraro, ha tomado distancia de la propuesta de juicio político. Ferraro afirmó que, si bien lo sucedido es grave y podría configurar delitos como lavado de dinero, defraudación o estafa, el juicio político «no es la salida». En su lugar, aboga por garantizar el cumplimiento de la justicia y se ha puesto a disposición para colaborar en las investigaciones pertinentes.
El PRO, también ha manifestado su preocupación por el impacto económico y la credibilidad del país tras este incidente. Sin embargo, rechazan la utilización del juicio político y la califican de «oportunista».

## Posibles consecuencias legales
En las primeras 48 horas se presentaron 112 denuncias penales en la Justicia Federal Argentina. Las acusaciones contra Javier Milei podrían encuadrarse en varios delitos contemplados en la legislación argentina, como estafa, asociación ilícita e incumplimiento de los deberes de funcionario público.
Por otro lado, estudios jurídicos internacionales, como Burwick Law, están organizando demandas colectivas en representación de inversores extranjeros que sufrieron pérdidas significativas tras el colapso de $LIBRA. Estas firmas buscan agrupar a afectados de diversas jurisdicciones para presentar casos en tribunales internacionales.
El 17 de febrero de 2025, un estudio jurídico argentino que opera en los Estados Unidos y que asesora a víctimas de la estafa con la criptomoneda $LIBRA, denunció a Milei, entre otros responsables, ante el Departamento de Justicia de ese país y el FBI. Hay discusiones en curso sobre posibles acciones legales contra Milei en los Estados Unidos, con acusaciones de fraude en el aire. La naturaleza de los contratos de criptomonedas complica los procedimientos legales, ya que los inversores pueden haber aceptado términos que exoneran a los promotores de responsabilidad.
El 28 de febrero, el secretario primero del Congreso de los Diputados, Gerardo Pisarello, denunció a Hayden Davis y a sus familiares en la Audiencia Nacional española.
El estudio Burwick Law presentó ante la Corte Suprema de Nueva York una demanda colectiva por el caso $LIBRA, representando a más de 200 inversores afectados. Entre los acusados figuran Hayden, Gideon y Thomas Davis, Julian Peh, Benjamin Chow y las empresas Kelsier Ventures, Kip Protocol y Meteora, señalados por manipulación financiera. La demanda menciona al presidente argentino Javier Milei, pero no como acusado. En paralelo, el caso es investigado por el Departamento de Justicia de EE. UU. y la fiscalía argentina.